# (1633) Chimay
Pour les articles homonymes, voir Chimay (homonymie).
(1633) Chimay est un astéroïde de la ceinture principale découvert le 3 mars 1929 à l'observatoire royal de Belgique à Uccle par l'astronome belge Sylvain Arend. Il doit son nom à la ville de Chimay en Belgique.
Sa désignation provisoire était 1929 EC.